# Saúde mental

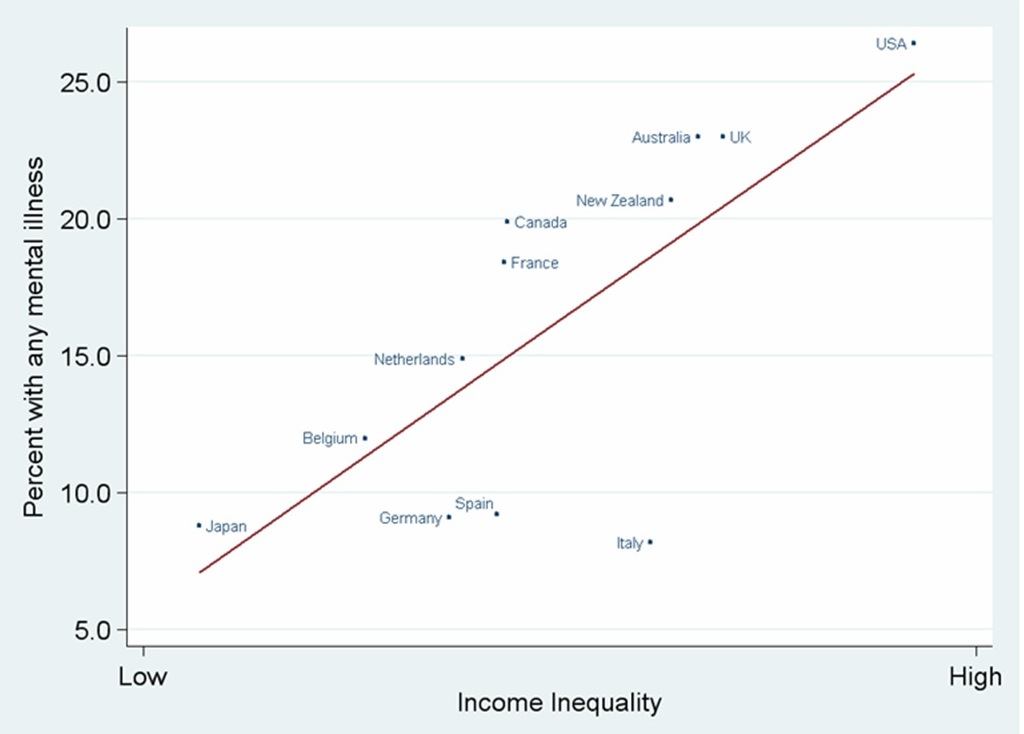
Doença mental é maior nos países mais desiguais. Wilkinson e Pickett (2009)

A saúde mental (ou sanidade mental) é um termo usado para descrever um nível de qualidade de vida cognitiva ou emocional ou a ausência de uma doença mental. Na perspectiva da psicologia positiva ou do holismo, a saúde mental pode incluir a capacidade de um indivíduo de apreciar a vida e procurar um equilíbrio entre as atividades e os esforços para atingir a resiliência psicológica.
A Organização Mundial de Saúde afirma que não existe definição "oficial" de saúde mental. Diferenças culturais, julgamentos subjectivos, e teorias relacionadas concorrentes afectam o modo como a "saúde mental" é definida.

## História
No Dicionário Aurélio encontram-se dois sentidos para a expressão “paradigma” que permite aferir o modelo de saúde mental. A primeira diz: “Modelo, padrão” e a segunda, “Termo com o qual Thomas Kuhn designou as realizações científicas (p. ex., a dinâmica de Newton ou a química de Lavoisier) que geram modelos que, por período mais ou menos longo e de modo mais ou menos explícito, orientam o desenvolvimento posterior das pesquisas exclusivamente na busca da solução para os problemas por elas suscitados”.
Desde o século XVIII, o “modelo ou padrão” de abordagem a respeito dos fenômenos mentais que se diferenciam da vivência da maioria das pessoas foi o isolamento, a segregação, a exclusão, quando não o emprego de meios próximos à tortura, como formas de impedir a expressão de sentimentos e verdades de que essa maioria não quer se dar conta. Utilizando-se de um discurso que se pretendia “científico”, a medicina organizou, valendo-se de seu modelo de “isolar para conhecer e tratar”, espaços de exclusão que se mostraram, de meados do século XX para cá, ineficazes como meio de tratamento e desumanos. De lá para cá a psiquiatria evoluiu muito, existem os tratamentos ambulatoriais que são comprovadamente eficazes para muitos distúrbios como esquizofrenia, depressão, transtorno bipolar, entre outros; nos quais é ministrado medicamento e é acompanhado muitas vezes de psicoterapia. Casos sérios precisam de acompanhamento mais amplo.

## Histórico da psiquiatria infantil no Brasil
Até o final do século XX não existia no Brasil uma Política de Saúde Mental para Crianças e Adolescentes. O que se tinha, quando existiam, eram ações voltadas para a assistência social e educação, com propostas reparadoras e disciplinares, onde as crianças e adolescentes com necessidades de cuidados em saúde mental ficavam desassistidas ou submetidas à institucionalização em sistemas psiquiátricos asilares (COUTO e DELGADO, 2015).
Até as primeiras oito décadas da República, o Estado brasileiro manteve uma ação tutelar, disciplinar, tendo como suporte a institucionalização para tratar de questões relacionadas à criança e ao adolescente. Não haviam políticas públicas específicas criadas pelo Estado para cuidar da saúde mental na infância e na adolescência, sendo frequentemente considerados como consequências da pobreza e do abandono. Com isso, as políticas de assistência tinham o caráter reparador, aliadas ao desenvolvimento de práticas corretivas e disciplinares, onde se acreditava ser possível recuperar as crianças e adolescentes pobres, compensar os danos por esses causados, tendo como objetivo desenvolver cidadãos civilizados e produtivos, que dessem conta do projeto civilizatório no Brasil (COUTO e DELGADO, 2015).
No século XIX, as crianças consideradas "insanas", geralmente as pertencentes às classes sociais desfavorecidas, compartilhavam o mesmo espaço dos adultos nos manicômios criados em meados desse século, pois não havia ainda estudos específicos sobre as doenças mentais infantis nem uma classificação que diferenciasse as formas e manifestações da morbidade no adulto e na criança (RIBEIRO, 2006).
Tal fato ocorreu no âmbito Jurídico, com a instituição do Código de Menores em 1927, que foi o suporte legal necessário para recuperar o “menor” considerado em “situação irregular”. Ocorreu de grande quantidade de crianças e adolescentes ser retirados da tutela familiar, ficando sob a guarda do Estado e abrigados em instituições de internação e recolhimento. Alguns exemplos dessas instituições são os internatos, educandários, asilos e reformatórios. As justificativas para essas ações estavam voltadas para a ideia de que as crianças em situação de risco tinham um ambiente familiar que as prejudicavam (COUTO e DELGADO, 2015).
Conforme afirma Ribeiro (2006), o que se percebe durante todo o período antes da promulgação do primeiro Código de Menores do país, em 1927, era que a preocupação com a criança, e os cuidados assistenciais a ela destinados, eram oriundos principalmente de iniciativas particulares, com características filantrópicas e assistencialistas. Existe pouca iniciativa e intervenção do governo e do poder publico. Após a promulgação do primeiro Código de Menores, especificamente no campo da saúde mental, ocorrerão várias iniciativas, mas “privadas”, onde a medicina criou o movimento da higiene mental, um dos marcos iniciais que haveria de transformar o século XX no “século da criança”, que tinha por base a prevenção e o método educativo, com propostas de intervenção que resultavam no isolamento e na institucionalização dos sujeitos, principalmente quando a prevenção não alcançava os resultados esperados, encaminhando crianças para instituições fechadas e especiais ou de reeducação (RIBEIRO, 2006).
A institucionalização das crianças no Brasil, no caso dos “menores”, foi realizada por meio das instituições do campo da assistência social e filantropia, como educandários, reformatórios, etc. Contudo, o mecanismo de institucionalização dos das crianças também resultou em processos de exclusão e segregação, assim como ocorreu com aqueles considerados “loucos”. Além disso, tanto no caso dos “menores”, quanto no caso dos “loucos” institucionalizados, existia o problema de não conhecer as diferentes especificidades de cada situação trazidas por esses sujeitos, não considerando sua singularidade (COUTO & DELGADO, 2015).
Algumas instituições destacam-se como os principais marcos da história da psiquiatria infantil brasileira, dentre elas estão o Pavilhão Bourneville, criado em 1904, na era Juliano Moreira nas dependências do Hospício Nacional de Alienados e o Hospital de Neuropsiquiatria Infantil, Inaugurado em 1942, por Getúlio Vargas, no Engenho de Dentro (RJ) (COUTO e DELGADO, 2015).
A partir dos anos 80, século XX, houve o movimento de redemocratização e começou-se a ser pensado na renovação das funções do Estado, levando a refletir de maneira diferente sobre os problemas de saúde mental da criança e do adolescente. Havia uma necessidade de pensar na definição de seus lugares, nas suas funções sociais e direitos, assim como em uma nova concepção e função do Estado. A Constituição Brasileira de 1988 e a doutrina de proteção integral foram às bases para que essas ideias começassem a ser difundidas e, principalmente, para que no início do século XXI fossem criadas condições possíveis para criar a Saúde Mental da Criança e do Adolescente (SMCA), pautada na atenção psicossocial, em oposição à perspectiva apenas assistencialista que durou por quase 80 anos na República Brasileira (COUTO e DELGADO, 2015).
Em 1990, as ações e os princípios propostos pela Reforma Psiquiátrica brasileira são reforçados pela promulgação da Lei da Saúde Mental (Lei 10.126), pela realização da III Conferência Nacional de Saúde Mental (CNSM) em 2001 e com a promulgação do Estatuto da Criança e do Adolescente (ECA). Esses foram importantes acontecimentos para emergir a Política de Saúde Mental para Crianças e Adolescentes no início do século XXI (COUTO e DELGADO, 2015).
Diante desses acontecimentos, os direitos humanos defendidos nesses encontros, possibilitaram que houvesse uma nova concepção de criança, fazendo com que passem a fazer parte das políticas públicas, sendo reconhecidos como sujeitos de direitos, colocando o Estado brasileiro como o principal responsável pelo cuidado da infância. Cuidado esse que deve ser em liberdade, de base comunitária, em rede, considerando a lógica do território, fundamentado no reconhecimento das crianças como sujeitos psíquicos e de direitos, tendo por objetivo a inclusão social e não a segregação (COUTO e DELGADO, 2015).
Esses movimentos sociais fizeram emergir no Brasil no início do século XXI um conjunto de ações voltadas para a formulação e desenvolvimento da Política de Saúde Mental para Crianças e Adolescentes (SMCA) (COUTO & DELGADO, 2015). Essa Política tem como objetivo construir redes ampliadas e intersetoriais de atenção, visando promover a articulação de serviços com distintos níveis de complexidades a partir da oferta dos Centros de Atenção Psicossocial Infantis e Juvenis (CAPS i) e da articulação intersetoriais (COUTO, DUARTE e DELGADO, 2008).

## Reforma psiquiátrica
O Movimento da Reforma Psiquiátrica Brasileira iniciou na década de 70, durante o período militar, esse movimento questionou o modelo biomédico, que se configura no modelo hospitalocêntrico, centrado na prática curativa e individual. Os militantes consideravam esse modelo ineficiente, pois privava o indivíduo do convívio social. Além das críticas voltadas para o modelo até então vigente, solicitavam melhores condições de assistência às pessoas com transtorno mental. O Movimento da Reforma Psiquiátrica contribuiu com relevantes avanços para o cuidado em saúde mental. As conferências nacionais de Saúde Mental também contribuíram no que diz respeito ao cuidado e tratamento da população infanto-juvenil, apontando a necessidade de definir ações político-assistenciais para esse público (SINIBALDI, 2013).

## VIII Conferência Nacional de Saúde
Na década de 80 com a realização da 8ª Conferência Nacional de Saúde ficou perceptível que as mudanças necessárias ao setor da saúde não se limitavam ao financiamento e reforma administrativa, transcendem esses aspectos, exigindo reformas mais profunda, ampliando o conceito de saúde e ampliação das intervenções relacionadas a ela: promoção, proteção e recuperação da saúde (BRASIL, 1986).
Nesse contexto, surgiram condições favoráveis para transformações na saúde, fazendo-se necessário a criação de novas formas de cuidado. Sinibaldi (2013) sinaliza que somente após a 8ª Conferência começou-se a desenvolver ações intersetoriais de assistência e promoção à saúde mental nos três níveis de atenção (primária, unidade de saúde da família; secundária, atendimento especializado; terciária, atendimento hospitalar). Fazendo-se necessário a construção de redes, que não se restringissem aos grandes municípios, abarcando todos os outros. Dessa forma, foi proposto o modelo substitutivo de saúde mental que até os dias atuais é vigente, direcionada pelos pressupostos de inclusão social e autonomia das pessoas com transtornos mentais. Fazendo-se imprescindível que esse atendimento seja pautado em uma rede intersetorial, não se limitando a um tipo de atendimento e/ou serviço, pois o Sistema Único de Saúde (SUS) é composto por uma rede interligada com todos os níveis de atenção (SINIBALDI, 2013).
Posto isso, a atenção básica é responsável por verificar todas as queixas relativas à saúde mental infantil. Sendo assim, se faz necessário que esses profissionais tenham conhecimentos direcionados para a saúde mental e escuta cuidadosa, o que possibilita intervenções eficazes, fazendo com que não haja demandas excessivas e sem necessidade para os Centros de Atenção Psicossocial (BRASIL, 2005a).
A elaboração e execução de ações no campo da Saúde Mental infanto-juvenil devem estar alinhadas, obrigatoriamente, as políticas de saúde mental, respeitando as diretrizes da Reforma Psiquiátrica Brasileira e os princípios do Estatuto da Criança e do Adolescente (ECA). Estas políticas devem ser inclusivas, de acordo com a realidade social e cultural de cada Município. Sendo assim, é importante a criação de redes voltadas para a criança e o adolescente, assim como, o fortalecimento da rede e frequentemente haver a reavaliação dos serviços existentes (BRASIL, 2004b).

## Saúde mental infantil
Os pontos de apoio voltado para o atendimento infantil em saúde mental são: CAPS I; CAPS II; CAPS III; CAPS AD; CAPS AD III; CAPS i. O primeiro é voltado para todas as idades, ele é indicado para pessoas com transtornos mentais graves e persistentes e também com necessidades decorrentes do uso de crack, álcool e outras drogas, é indicado para Municípios com população acima de 20 mil habitantes; os CAPS II atendem ao mesmo público e demandas, sendo indicado para Municípios com população acima de 70 mil habitantes; os CAPS III têm serviços de atenção contínua, com funcionamento 24 horas, todos os dias da semana, são indicados para Municípios ou regiões com população acima de 200 mil habitantes; os CAPS AD são voltados para adultos, crianças e adolescentes, com necessidades decorrentes do uso de álcool e outras drogas, são indicados para municípios ou regiões com população acima de 70 mil habitantes; os CAPS AD III atendem adultos, crianças e adolescentes com necessidades de cuidados clínicos continuados, contendo no máximo 12 leitos para observação e monitoramento, com funcionamento de 24 horas, todos os dias da semana, sendo indicado para municípios ou regiões com população acima de 200 mil habitantes; os CAPS i são destinados para crianças e adolescentes com transtornos mentais graves e persistentes e uso de álcool e outras drogas, serviço voltado para municípios ou regiões com população acima de 150 mil habitantes (BRASIL, 2011).
Os últimos dados publicados pelo Ministério da Saúde em relação ao número de CAPS habilitados no Brasil foram em 2014. Havia 2209 Centros de Atenção Psicossocial (CAPS), nesse ano tinham implantado 201 CAPS i. É importante ressaltar que em locais que não existam recursos voltado para o público infantil, os demais centros de atendimento recebem orientação para cobrir toda a população quando necessário. Contudo, o atendimento infantil é prioritariamente os CAPS i (BRASIL, 2015).

## Saúde mental na adolescência e universidades
Recentemente, um importante tema vem ganhando atenção em meio à população mundial: a depressão em meio a adolescente. Visando uma maior explicação de como o meio social familiar pode se relacionar a essa condição, o texto “Estrutura e suporte familiar como fatores de risco na depressão de adolescentes”, de Baptista, M. e colaboradores, acentua relevantes pontos a serem considerados.
Segundo o texto, a adolescência é uma fase de alto peso emocional, em que diversos aspectos da vida do indivíduo começam a mudar. Nela, o adolescente passa a ter uma independência da família, desenvolvendo uma identidade própria, inicia a se preparar para uma carreira profissional, passando por um período de grande aprendizagem de normas, conceitos sociais e morais, ademais das mudanças biológicas e hormonais.
Durante este processo de diversas mudanças, a família se apresenta como um importante fator para o bem estar mental do adolescente. Pode-se notar no texto, por exemplo, uma clara relação quanto a integridade e funcionalidade familiar e a autoestima, sentimento de segurança e estabilidade de adolescentes, que, quando diante da falta desta, tendem a citar características como desorganização, desatenção, descontrole e distração, apresentando menor auto-estima
Assim, desordens psicológicas e sintomas depressivos estão estritamente ligados ao suporte familiar oferecido. Apesar deste não ser o único fator responsável pela prevalência de depressão na população adolescente, o texto compara a família a um “colchão amortecedor” para os eventos estressores, pelos quais o adolescente enfrenta no seu cotidiano.
Neste contexto, pode-se ressaltar a importância de uma boa saúde mental e apoio familiar ao adolescente quando este entra na universidade. Nos últimos anos, diversos casos de suicídio dentro da universidade vem sendo relatados, sendo a depressão e ansiedade um problema em ascensão entre a população universitária. Em um questionário realizado pelo site Catraca Livre, 73,5% dos participantes relataram que foram diagnosticados com depressão durante o vestibular e nos últimos semestres do curso; demonstrando como a vida pré-universitária está altamente relacionada com a saúde mental do universitário em si.  
Frente a desafios como vida acadêmica e até a distância da família, é importante que o universitário possua um ponto de apoio familiar para recorrer quando necessário, trazendo esse background familiar desde sua infância e adolescência.
Estudos demonstram que a prevalência média da depressão em meio a essa população é de aproximadamente 30%, frente a 9% da população em geral.  Diversas universidades vêm desenvolvendo estratégias importantes de auxílio a saúde mental dos universitários, a UFRGS, por exemplo, criou o “Pega Leve” , projeto que através de palestras baseadas em psicoeducação visa estimular o empoderamento e autonomia do estudante.
Entretanto, de forma a não apenas se contar com medidas de remediação, como as das universidades, o auxílio familiar se apresenta como um aliado e medida preventiva. É importante que familiares compreendam sua importância quanto a construção da saúde mental do adolescente, além de estar atentos a características como desinteresse em atividades, sentimento de inutilidade e culpa, pensamento de morte e suicídio, entre diversos outros. Deste modo, problemas como depressão e ansiedade entre universitários podem ser prevenidos antes mesmo destes iniciarem a se preocupar quanto ao vestibular e universidade.

## CAPS
A lei 10.216, de 06 de abril de 2001, redireciona e regulamenta o atendimento em saúde mental. O artigo 1º estabelece que os Centros de Atenção Psicossocial (CAPS) poderão se constituir nas modalidades: CAPS I, CAPS II e CAPS III, definidas nessa ordem pela abrangência populacional e complexidade, o atendimento pode ser não intensivo, semi-intensivo e intensivo respectivamente (BRASIL, 2011).
O artigo 3º dessa mesma lei responsabiliza o Estado no planejamento e desenvolvimento de políticas de saúde mental, assim como a assistência e promoção a pessoas com transtornos mentais. Sendo assim, no artigo 4º fica afirma que o internamento hospitalar não será priorizado, sendo indicado apenas em situações extremas, onde o atendimento prestado se mostre ineficaz (BRASIL, 2011).

## CAPS i
Os CAPS i foram propostos a partir de 2002, com a publicação da Portaria 336/2002 em fevereiro de 2002, dois meses depois da III Conferência Nacional de Saúde Mental (CNSM) realizada em  Portaria 336/ 2002 contém um capítulo destinado especificamente à criação de Centros de Atenção Psicossocial para crianças e adolescentes, os CAPS i, sendo proposta uma política de saúde mental voltada para crianças e adolescentes, por meio de ações estratégicas para o cuidado psicossocial (COUTO & DELGADO, 2015). Regido da mesma forma que os demais CAPS: serviço territorial, de natureza pública, financiados integralmente com recursos do SUS. Os atendimentos oferecidos aos cidadãos, são: atendimento individual; e em grupos; visitas domiciliares; atendimento à família; atividades comunitárias com o intuito de promover a ressocialização e desinstitucionalização (BRASIL, 2004a).
Composta por equipe multiprofissional, tendo equipe mínima: um médico com formação em saúde mental; um enfermeiro; três profissionais de nível superior, podendo ser: psicólogo, assistente social, terapeuta ocupacional, pedagogo ou outro profissional necessário ao projeto terapêutico; quatro profissionais de nível médio: técnico e/ou auxiliar de enfermagem, técnico administrativo, técnico educacional e artesão (BRASIL, 2004a).
A rede de atenção integral para esse público, deve garantir a acessibilidade e a priorização de casos mais graves, com a perspectiva multiprofissional (BRASIL, 2001). Esse ponto de atenção deve se responsabilizar pelo atendimento máximo de 30 usuários por dia, podendo ser em regime intensivo, semi-intensivo e não intensivo (COUTO; DUARTE; DELGADO, 2008).
Define-se como atendimento intensivo quando o usuário em decorrência do caso clinica, está necessitando de atendimento diário, ou seja, quando a pessoa se encontra em situação de crise ou com grande dificuldade no convívio social e/ou familiar, precisando de atenção contínua. No atendimento semi-intensivo, o usuário precisa de atendimento frequente, para que a equipe auxilie na sua estruturação e no desenvolvimento da autonomia, podendo ser atendido até 12 dias no mês. Nesse caso, o sofrimento psíquico da pessoa está diminuído e suas relações sociais estão melhores. O atendimento não intensivo é voltado para pessoas que não estão precisando de suporte contínuo, decorrente do seu caso clínico atual, nesse caso, o usuário pode ser atendido até três dias no mês. Todos esses tipos de atendimento podem acontecer na casa do usuário (BRASIL, 2004a, p. 135) e (BRASIL, 2004b, p. 16).
Um ponto importante é que se deve manter referência e contra-referência efetivas nas redes de saúde, para que haja atenção integral e articulada entre os pontos da rede, o que favorecerá uma melhora no quadro clínico. (BRASIL, 2004b).

## Dificuldades e desafios
Segundo estudos realizados em 2015 por pesquisadores da UFRJ, a quantidade de CAPS i implantada seria insuficiente para a demanda da comunidade. Existiam apenas 183 serviços em 2013, ao contrário do número de CAPS implantados para adultos, onde cerca de dois mil Centros estavam presentes em todas as regiões do Brasil no mesmo período. Para além de quantidade, o CAPS i até então implantados no Brasil apresentavam problemas estruturais, necessitando de investimentos para que esses problemas fossem superados de forma efetiva e não se tornassem obstáculos para a consolidação da Política de Saúde Mental de Crianças e Adolescentes (SMCA) ( COUTO e DELGADO, 2015).
Além dessas dificuldades, nos CAPS i as estratégias de formação para as pessoas que trabalham nessa rede foram consideradas escassas, havendo o comprometimento da proposta inovadora do CAPS i que demanda por ações de formação de caráter permanente.  Outra dificuldade enfrentada foi a grande fragilidade nos vínculos de trabalho dos profissionais que trabalham nessa rede. É constante a terceirização das contratações, os salários são baixos e não há garantias de permanência desses profissionais no sistema de saúde. Ocorre também de grande parte dos gestores de saúde, principalmente da saúde mental, ainda não conheciam sobre as atribuições e a importância do CAPS i no território e na construção das redes locais, fazendo com que o CAPS i tenha uma pequena expansão no território nacional (COUTO e DELGADO, 2015).
O estudo concluiu que na grande maioria do CAPS i havia falta da supervisão clínico-institucional o que tenderia a desqualificar e despotencializar o trabalho das equipes. Além desses desafios, em certas localidades do país havia uma baixa institucionalidade das redes de atenção atuando de maneira desarticulada ou com poucos serviços que estejam também a carência de acompanhamento e estratégias de avaliação que procurem avaliar e sistematizar o conhecimento psicossocial produzido e indicar questões a serem melhores desenvolvidas, o que resultava em práticas de cuidado muitas vezes ineficientes, que não contribuíam de forma efetiva para uma prática em atenção pissicossicial (COUTO e DELGADO, 2015).
Segundo os estudos, historicamente, as ações relacionadas à saúde mental da infância e adolescência foram, no país, delegadas aos setores educacionais e de assistência social, com quase ausência dos conhecimentos sobre saúde mental. Um sistema que se entrelaçava entre assistencialismo e ação tutelar, disciplinar, tendo como suporte a institucionalização, para aqueles que eram motivos de pena e repulsa. (COUTO; DUARTE; DELGADO, 2008).
Em 2018, foi elaborado um relatório sobre a situação nacional dos hospitais psiquiátricos brasileiros, depois de inspeções realizadas em dezembro daquele ano em quarenta hospitais de dezessete estados. Foi uma ação organizada por vários órgãos, incluindo o Conselho Nacional do Ministério Público (CNMP) e o Conselho Federal de Psicologia (CFP). Os objetivos foram verificar e analisar as condições de privação de liberdade dos internos, violação de direitos, qualidade assistencial e infraestrutura. Analisou ainda as condições de trabalho das equipes de saúde, a utilização de medidas disciplinares, como práticas de castigo, espaços de confinamento, realização de revista íntima, uso de medicação excessiva e aplicação de contenção mecânica. Por fim, verificou o tratamento dado a crianças e adolescentes, mulheres, negros, idosos e LGBTIs. O relatório foi lançado no dia 2 de dezembro de 2019 em Brasília.